# Xshell
Xshell是Netsarang Computer推出的的Secure Shell、Telnet和Rlogin虚拟终端。Xshell可以为每个主机创建单独的会话，用戶可以通過标签查看每个会话，方便同时操作和管理與主机的會話。

## 歷史
- 2002年，Xshell首次发布。
- 第2版于2005年5月发布，第3版于2008年6月发布。
- 第4版于2010年5月发布，同時Xshell开始提供企业版。
- 第5版于2014年11月发布。
- 2018年4月24日，第6版发布。
- 2020年11月17日，第7版发布。

## 許可證
Xshell是专有软件，个人和學生均可免费使用，企业需要付费使用。